# Kubak Belarusi 2010-2011
La Coppa di Bielorussia 2010-2011 è stata la 20ª edizione del torneo. A differenza del campionato, si è svolta a cavallo di due anni solari. La coppa è iniziata il 23 giugno 2010 ed è terminata il 29 maggio 2011. Il Homel' ha vinto il torneo per la seconda volta, battendo in finale il Nëman Hrodna.

## Formula
Hanno partecipato al torneo 48 squadre. Le 12 formazioni di Vyššaja Liha e le prime 4 classificate in Peršaja Liga al momento del sorteggio sono state ammesse direttamente ai sedicesimi di finale. Le altre 12 squadre di Peršaja Liga, 16 squadre di Druhaja Liga e 4 squadre di dilettanti hanno invece disputato il primo turno.

## Primo turno
| Squadra 1             | Risultato         | Squadra 2           |
| --------------------- | ----------------- | ------------------- |
| Ljakamatyŭ Homel'     | 3 – 2             | Klečask Kleck       |
| Zorka-BDU Minsk       | 0 – 3             | Haradzeja           |
| Vorša                 | 1 – 4             | Slucksachar Sluck   |
| Spartak Škloŭ         | 1 – 3             | Slavija-Mazyr       |
| Žlobin                | 1 – 6             | Rėčyca-2014         |
| Asipovičy             | 1 – 1 (5 – 4 dcr) | Belcard Hrodna      |
| Livadyja Dzjaržinsk   | 0 – 1             | Baranavičy          |
| Vertykal' Kalinkavičy | 1 – 2             | Rudzensk            |
| Hazavik Vicebsk       | 2 – 3 (dts)       | Kommunal'nik Slonim |
| Torpedo-MAZ Minsk     | 0 – 7             | Veras Njasviž       |
| Isloč' Minsk          | 0 – 2             | Chimik Svetlahorsk  |
| Beltranshaz Slonim    | 0 – 1             | Lida                |
| Bjaroza-2010          | 0 – 0 (3 – 5 dcr) | SKVIČ Minsk         |
| Vihvam Smaljavičy     | 0 – 1             | Polack              |
| Nëman Masty           | 1 – 2             | Smarhon'            |
| Technolah Mahilëŭ     | 0 – 4             | Maladzečna          |

## Sedicesimi di finale
| Squadra 1           | Risultato         | Squadra 2         |
| ------------------- | ----------------- | ----------------- |
| Baranavičy          | 0 – 3             | BATĖ Borisov      |
| Maladzečna          | 0 – 5             | Homel'            |
| Veras Njasviž       | 0 – 3             | Šachcër Salihorsk |
| Haradzeja           | 3 – 0             | Hranit Mikašėvičy |
| Ljakamatyŭ Homel'   | 1 – 5             | Nëman             |
| Asipovičy           | 0 – 7             | Chvalja Pinsk     |
| Slucksachar Sluck   | 0 – 7             | Minsk             |
| Lida                | 1 – 3             | Belšyna           |
| Chimik Svetlahorsk  | 2 – 3 (dts)       | Vicebsk           |
| Polack              | 0 – 1             | DSK-Homel'        |
| Smarhon'            | 1 – 2             | Dinamo Minsk      |
| Kommunal'nik Slonim | 2 – 0             | Tarpeda Žodzina   |
| Slavija-Mazyr       | 0 – 1             | Naftan            |
| Rėčyca-2014         | 0 – 2             | Dinamo Brėst      |
| SKVIČ Minsk         | 1 – 1 (2 – 4 dcr) | Partyzan Minsk    |
| Rudzensk            | 2 – 1             | Dnjapro Mahilëŭ   |

## Ottavi di finale
A differenza delle stagioni precedenti, gli ottavi di finale si sono giocati in gara unica.
| Squadra 1         | Risultato         | Squadra 2           |
| ----------------- | ----------------- | ------------------- |
| Belšyna           | 2 – 1 (dts)       | Kommunal'nik Slonim |
| Šachcër Salihorsk | 4 – 0 (dts)       | Chvalja Pinsk       |
| Rudzensk          | 0 – 5             | Homel'              |
| Vicebsk           | 1 – 1 (4 – 5 dcr) | Nëman               |
| Minsk             | 3 – 1 (dts)       | DSK-Homel'          |
| Naftan            | 4 – 2             | Haradzeja           |
| Partyzan Minsk    | 1 – 0             | Dinamo Minsk        |
| BATĖ Borisov      | 0 – 1             | Dinamo Brėst        |

## Quarti di finale
| Squadra 1         | Totale | Squadra 2    | Andata | Ritorno |
| ----------------- | ------ | ------------ | ------ | ------- |
| Šachcër Salihorsk | 3 – 2  | Dinamo Brėst | 2 – 1  | 1 – 1   |
| Partyzan Minsk    | 2 – 3  | Homel'       | 0 – 0  | 2 – 3   |
| Nëman             | 3 – 1  | Naftan       | 1 – 1  | 2 – 0   |
| Belšyna           | 2 – 1  | Minsk        | 0 – 1  | 2 – 0   |

## Semifinali
| Squadra 1 | Totale | Squadra 2         | Andata | Ritorno |
| --------- | ------ | ----------------- | ------ | ------- |
| Homel'    | 4 – 2  | Šachcër Salihorsk | 2 – 1  | 2 – 1   |
| Belšyna   | 0 – 1  | Nëman             | 0 – 1  | 0 – 0   |

## Finale
| Minsk 29 maggio 2011 | Homel' | 2 – 0 | Nëman | Stadio Dinamo |